# Cadillac Ranch

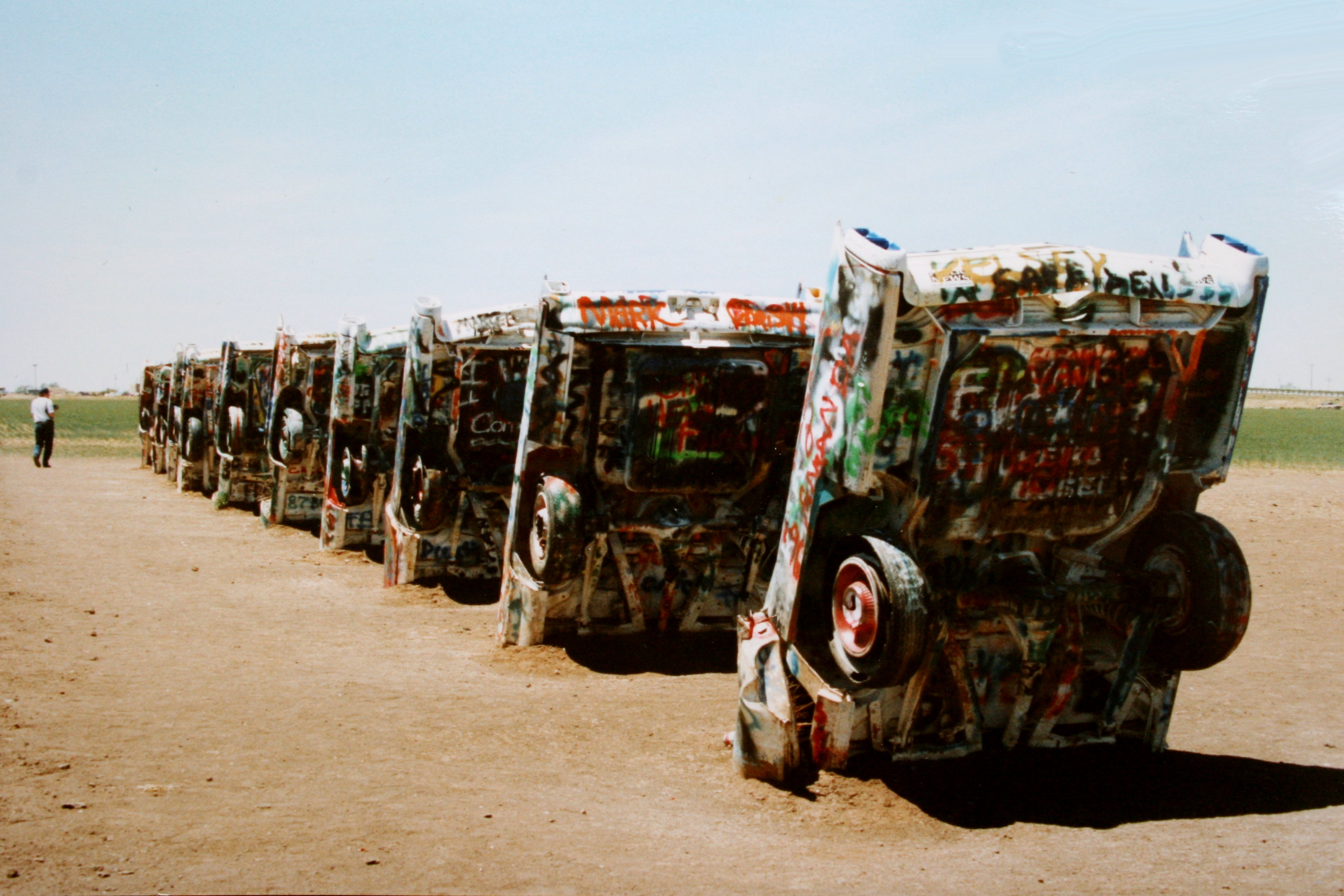
Cadillac Ranch (1996)

Cadillac Ranch is een publiek kunstwerk in Amarillo (Texas) in de Verenigde Staten, dat in 1974 gemaakt werd door leden van het kunstcollectief Ant Farm. Het project werd gefinancierd door miljonair Stanley Marsh III.

## Geschiedenis

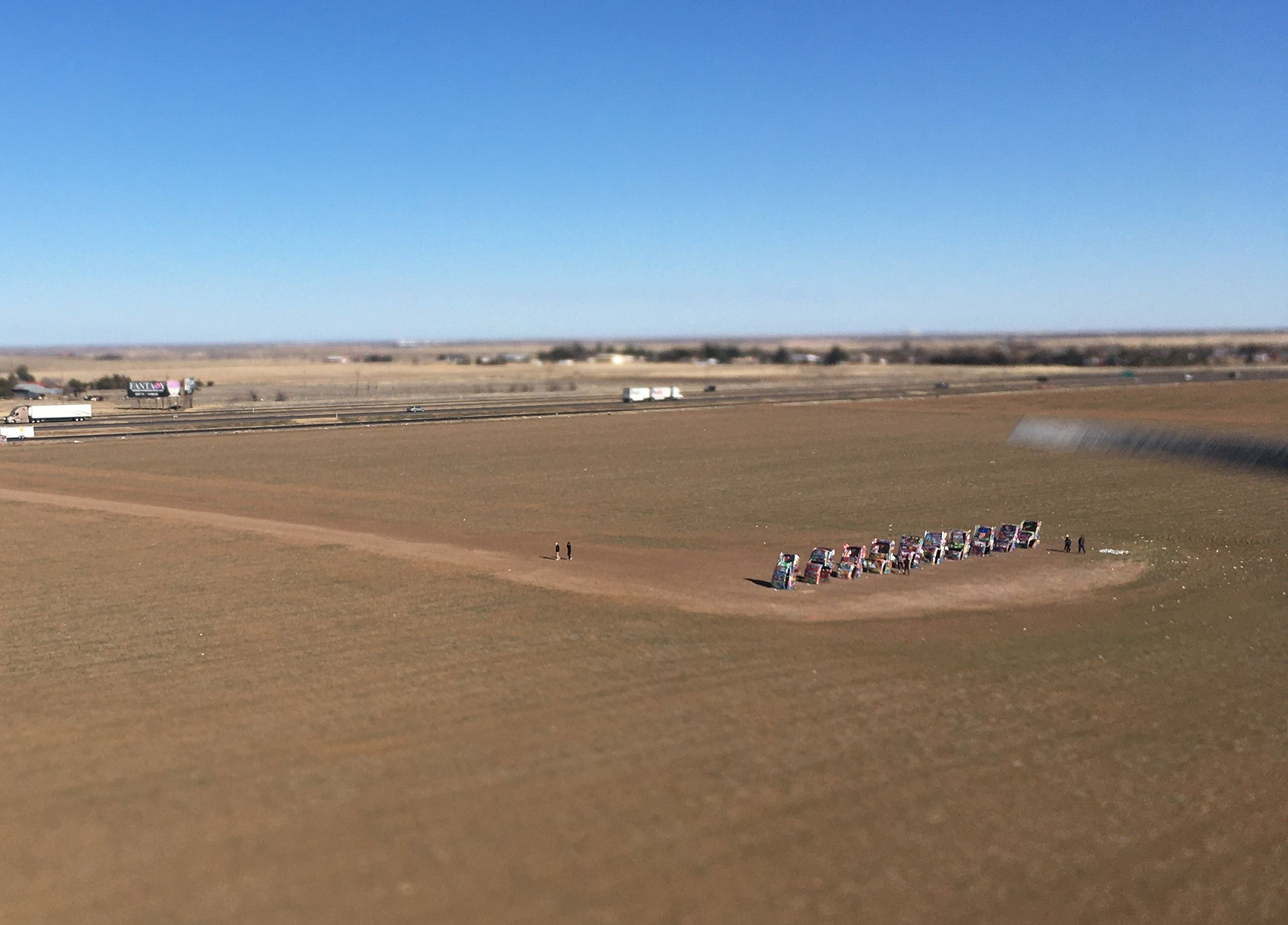
Luchtfoto van Cadillac Ranch (2020)

Het kunstwerk bestaat uit tien Cadillacs (1949-1963) die met de neus naar voren in de grond begraven zijn. De auto's waren ofwel oudere, tweedehands, of sloopauto's. Samen omvatten ze de opeenvolgende generaties van de autolijn en geven ze de evolutie van hun staartvinnen weer. De auto's staan in dezelfde hoek als de piramides van Gizeh.
In 1997 werd het kunstwerk door een plaatselijk bouwbedrijf verplaatst van het oorspronkelijke maïsveld naar een weiland verder weg van de grenzen van de groeiende stad Amarillo. De nieuwe locatie bevindt zich op het privéterrein van Stanley Marsh III, dat bezoekers op elk moment kunnen betreden.
De auto's zijn helemaal bespoten met graffiti en veranderen voortdurend van uiterlijk. Bezoekers worden nadrukkelijk aangemoedigd om hun eigen graffiti aan te brengen. Af en toe worden de wagens overschilderd, maar het duurt meestal geen 24 uur voordat er weer nieuwe graffiti verschijnt.
In september 2019 werd de oudste Cadillac beschadigd door brandstichting.

## In populaire cultuur
- "Cadillac Ranch" is een nummer van Bruce Springsteen op zijn dubbelalbum The River uit 1980.
- De film Cadillac Ranch uit 1996, geregisseerd door Lisa Gottlieb en met in de hoofdrollen Christopher Lloyd en Suzy Amis, speelt zich af in het gebied rond het gelijknamig kunstwerk.
- Cadillac Ranch is te zien in verschillende commercials en muziekvideo's.